# 大燕村
24°52′48″N 116°33′48″E / 24.88000°N 116.56333°E

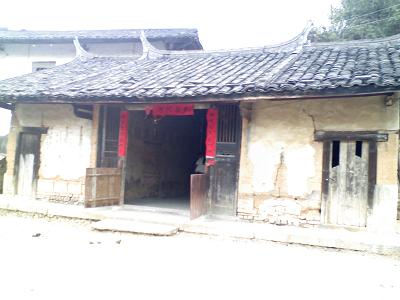
大燕村祠堂豫章堂

大燕村，位於福建上杭县稔田镇西部一个客家村落，是稔田所轄的一個行政村。
大燕村是典型的客家聚集地，全村120多户人家，皆为罗姓，据罗氏家谱记载，唐昭宗时，罗珠28世孙罗景新迁往虔州虔化（今江西宁都），31世有两支分别徙居广东大埔、兴宁。45世罗尚立，元代由虔州迁居福建汀州宁化石壁村，明代又迁往上杭县扶阳，其子罗新松徙广东梅州。所以，每年春节过后，羅姓族人举行一年一次的全村祭祖仪式，从村子出发，前往上杭县扶阳去祭拜祖先，称为“祭原始祖”，一直流传到今。
大燕村是由两个村庄合并而名，燕竹坑和大亨头两村名合并为大燕村。地理位置位於稔田镇西北方，黃潭河流域，全村地形山峦重叠，丘陵起伏，其中山地占76％，耕地占20%，水面及其它占4%。